# Epiphegia
Epiphegia — рід грибів родини Lophiostomataceae. Назва вперше опублікована 1871 року.

## Класифікація
До роду Epiphegia відносять 2 види:
- Epiphegia alni
- Epiphegia microcarpa